# Pinarornis plumosus
Pinarornis plumosus е вид птица от семейство Muscicapidae, единствен представител на род Pinarornis.

## Разпространение
Видът е разпространен в Ботсвана, Замбия, Зимбабве, Малави и Мозамбик.